# Варенцов Віктор Гаврилович
Ві́ктор Гаври́лович Варенцо́в  — (*1825 — †1867) — російський педагог і фольклорист. Інспектор Нижньогородського дворянського інституту (1857), приятель Миколи Костомарова.
Тарас Шевченко познайомився з Варенцовим 15 жовтня 1857 року у Нижньому Новгороді. бував у нього, користувався його бібліотекою. В листопаді-грудні 1857 Варенцов їздив до Петербурга і Москви, де виконав деякі доручення Шевченка. Звідти Варенцов привіз Шевченкові листи й книжки і передав йому вітання від О. Бодянського та М. С. Щепкіна та інших знайомих. Привіх Варенцов і портрет О. Герцена для М. Якобі. Цей портрет Шевченко перемалював 12 грудня 1857 року собі в «Щоденник». Поет згадував Варенцова у листах і «Щоденнику».